# Akenham
Akenham är en by och en civil parish i Mid Suffolk i Suffolk i England. Orten har 53 invånare (2001). Den har en kyrka. I byn ligger också en slott.